# 人民网

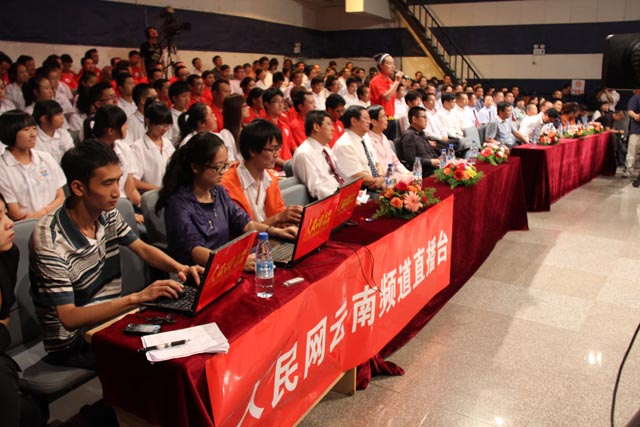
人民網雲南頻道2011年某次活动的直播台

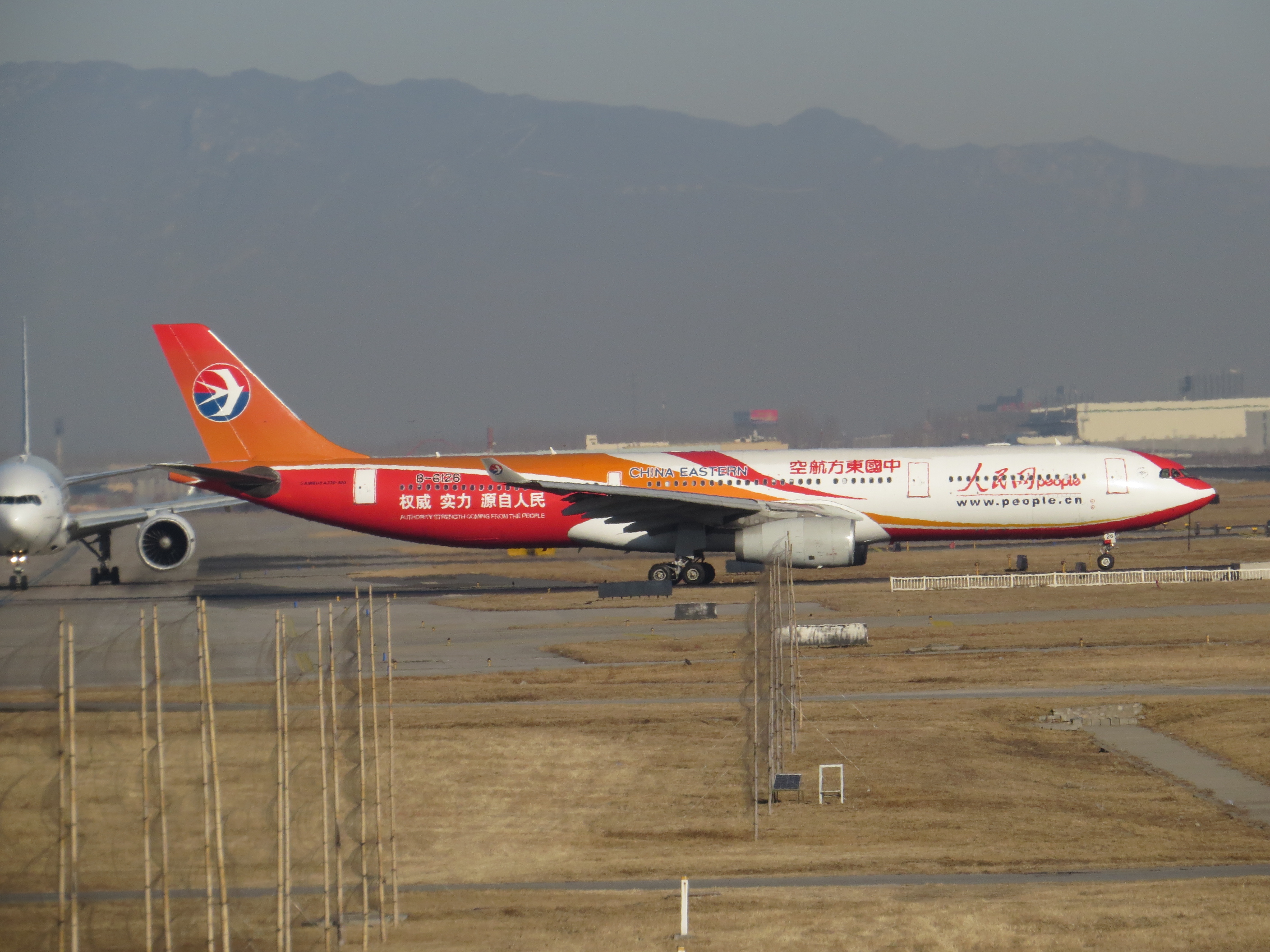
绘有人民网广告的中国东方航空空中客车A330-300型客机

人民網（上交所：603000）是一家由中國共產黨黨報人民日报社所控股的媒体企业，以新聞報導為主。前身為《人民日報》網路版，于1997年1月1日正式進入互聯網。人民網有中文（簡體、繁體）、英文、日文、法文、德文、西班牙文、俄文、阿拉伯文、韩文（面向海外）、蒙文、藏文、维吾尔文、哈萨克文 、朝鲜文（面向中國朝鮮族）、彝文、壮文共16種語言17个版本。
人民網在中國大陸有31間分公司，在韓國、日本、俄羅斯、英國、南非及美國等均設有海外分公司。2013年3月19日，人民網在香港開設分公司，總裁廖玒於成立大會上表示，進駐香港是為了「努力搭建好政府與民眾的溝通平台，促進社會和諧」。2015年，人民網推出創業類視頻節目《創客講堂》。

## 强國論壇
强国论坛是人民網的網路論壇，也是中国官方网站开办的第一个时政论坛，具有较高的社会影响力，也是中国互联网新闻媒体中知名度最高的互动栏目。强国论坛的前身是「强烈抗议北约暴行BBS论坛」，诞生于1999年5月9日，即美国轰炸中国驻南联盟大使馆后的第二天。强国论坛漸漸成為中國民族主義者的集散地，成為學者研究中國輿論和研究中國民族主義的取材地。
强国论坛也是中国领导人与网民进行网络交流的互动平台之一。2008年6月20日，中共中央總書記胡錦濤前往强國論壇，与网民进行了在线交流。在此之前，时任外交部部長李肇星等人也曾在强国论坛上與網民進行過互动。

## 领导留言板
领导留言板是人民网旗下的一个网络留言平台，用户注册账号后，可向国务院部委领导、地方领导（通常为地方行政首长和党委书记）留言，留言经审核后公开展示，领导部门则通过官方账号回复留言，用户可对留言进行评价。
留言用户分为自然人用户、企业法人用户，回复留言的账号则可能为国务院部委或地方行政部门、国有企业等。

## 整體上市
2012年4月27日上市，上市之初，A股市值曾達130亿人民币。
人民网在上海证券交易所上市，是首家登陆A股市场的新闻网站，也是第一家实现整体上市的中央媒体。
上市介绍称人民网股份有限公司是中国领先的以新闻为核心的综合信息服务运营商，拥有独立采编权的中央重点新闻网站。据中金公司分析，人民网具有政策扶持、特有的新闻采编权与官媒定位、广告等增值服务和舆情信息业务等多元化的发展优势。

## 网络审查
2019年1月30日，人民网预计2018年度实现归属于上市公司股东的净利润中，第三方内容审核业务增长快速，同比增长约166%。 除了“利用第三方内容审核平台”，人民网还通过战略合作、投资入股等形式涉足内容审核产业。
2019年6月26日至27日，人民网信息技术有限公司与新榜学院联合开办首期收费课程“新媒体内容风险防控实战训练营”。 课后，人民网发放了首批《互联网内容风控师（初级）证书》。

## 外部連結
中文首页：
- 人民網（页面存档备份，存于）（简体中文）
- 繁体中文版本： （页面存档备份，存于）（繁體中文）

考虑到中国大陆多个使用自有文字的民族，人民网为部分民族专门开设了相应语种的网站：
- 人民网蒙语： （页面存档备份，存于）（蒙古文）
- 人民网藏语： （页面存档备份，存于）（藏文）
- 人民网哈萨克语： （页面存档备份，存于）（哈薩克文）
- 人民网维吾尔语： （页面存档备份，存于）（維吾爾文）
- 人民网壮语： （页面存档备份，存于）（壮文）
- 人民网彝语： （页面存档备份，存于）（彝文）
- 人民网朝鲜语： （页面存档备份，存于）

针对外籍人士，还开设了其它语种的网站：
- 人民网英语： （页面存档备份，存于）（英文）
- 人民网韩语： （页面存档备份，存于）
- 人民网葡萄牙语： （页面存档备份，存于）（巴西葡萄牙文）
- 人民网日语： （页面存档备份，存于）（日語）
- 人民网法语：（页面存档备份，存于）（法文）
- 人民网德语： （页面存档备份，存于）（德文）
- 人民网西班牙语： （页面存档备份，存于）（西班牙文）
- 人民网俄语： （页面存档备份，存于）（俄文）
- 人民网阿拉伯语： （页面存档备份，存于）（阿拉伯文）

此外，为便于网友交流，开设的论坛：
- 强國論壇 （页面存档备份，存于）（简体中文）